# فرانك جيري
فرانك جيري واسمه الحقيقي فرانك أوين غولدبرغ هو مهندس معماري كندي أمريكي يهودي، وأحد أهم المعمارين المعاصرين، يُعرف بمنهجيته النحتية والعضوية في التصميم. أكثر تصاميمه شهرة قاعة حفلات والت ديزني في لوس أنجلوس ومتحف غوغنهايم في بلباو بإسبانيا.
أصبح عدد من مبانيه، بما في ذلك مسكنه الخاص، عوامل جذب ذات شهرة عالمية. يُشار إلى أعماله على أنها من بين أهم أعمال العمارة المعاصرة  كما في المسح العالمي المعماري لعام 2010. وصفته مجلة فانيتي فير إلى أنه «المهندس الأكثر أهمية في عصرنا»، حصل على عدد من الجوائز منها جائزة بريتزكر عام 1989.

## النشأة والتعليم
كان فرانك مبدعًا في سن مبكرة، حيث بنى منازل ومدنًا خيالية من العناصر الموجودة في متجر الأجهزة الخاص بجدته. هذا الاهتمام بمواد البناء غير التقليدية ميّز أعمال جيري المعمارية.
ولد فرانك جيري عام 1929 في تورونتو بكندا. وكانت جدته في سنوات طفولته الأولى تضع أمامه المكعبات الخشبية وتجلس معه على الأرض تراقبه وهو يصنع منها أبراجاً عالية ومباني متكاملة. وفي سنوات المدرسة أبدى ولعاً بالألوان والرسم حتى أن والديه كانا يعتقدان أنه سيدرس الفن، إلا أنه خالف ظنهما واختار دراسة الهندسة. عاش فرانك جيري أول حياته في كندا وعندما بلغ السابعة عشرة انتقل مع عائلته إلى لوس انجليس في عام 1949. حصل على شهادة بكالوريوس من كلية العمارة في جامعة لوس أنجلوس. خلال تلك الفترة التي قام فيها بتغيير لقب غولدبرغ إلى غيري، في محاولة لمنع معاداة السامية.
حصل فرانك جيري على مجموعة متنوعة من الوظائف بينما كان يدرس في الجامعة وبعد تخرجه من الكلية، أمضى بعض الوقت بعيداً عن مجال الهندسة المعمارية في العديد من الوظائف الأخرى، بما في ذلك الخدمة في جيش الولايات المتحدة. وفي عام 1956، انتقل جيري إلى ماساشوستس مع زوجته، أنيتا سنايدر، للالتحاق في كلية بجامعة هارفارد لنيل درجة الماجستير في التخطيط المدني. ثم انسحب في وقت لاحق من هارفارد وكان محبط ، وطلق زوجته، وكان معه ابنتان.

## السيرة المهنية وأولى المشاريع
عاد جيري إلى لوس انجليس للعمل في فكتور غروين شركاه، والذي كان قد تدرب عندهم بينما في مدرسة USC للعمارة.
في عام 1957، أتيحت له الفرصة لتصميم وبناء أول مسكن خاص وهو في سن 28 وهو أول تصميم له يتم إنشاؤه، مع صديقه وزميله القديم غريغ والش. يقع المبنى في آيديلوايلد، كاليفورنيا صمم المسكن لصالح ملفين ديفيد وهو جار عائلة زوجته، اسم المبنى "The David Cabin" يظهر الميزات التي أصبحت من مرادفات أعمال فرانك جيري في وقت لاحق.

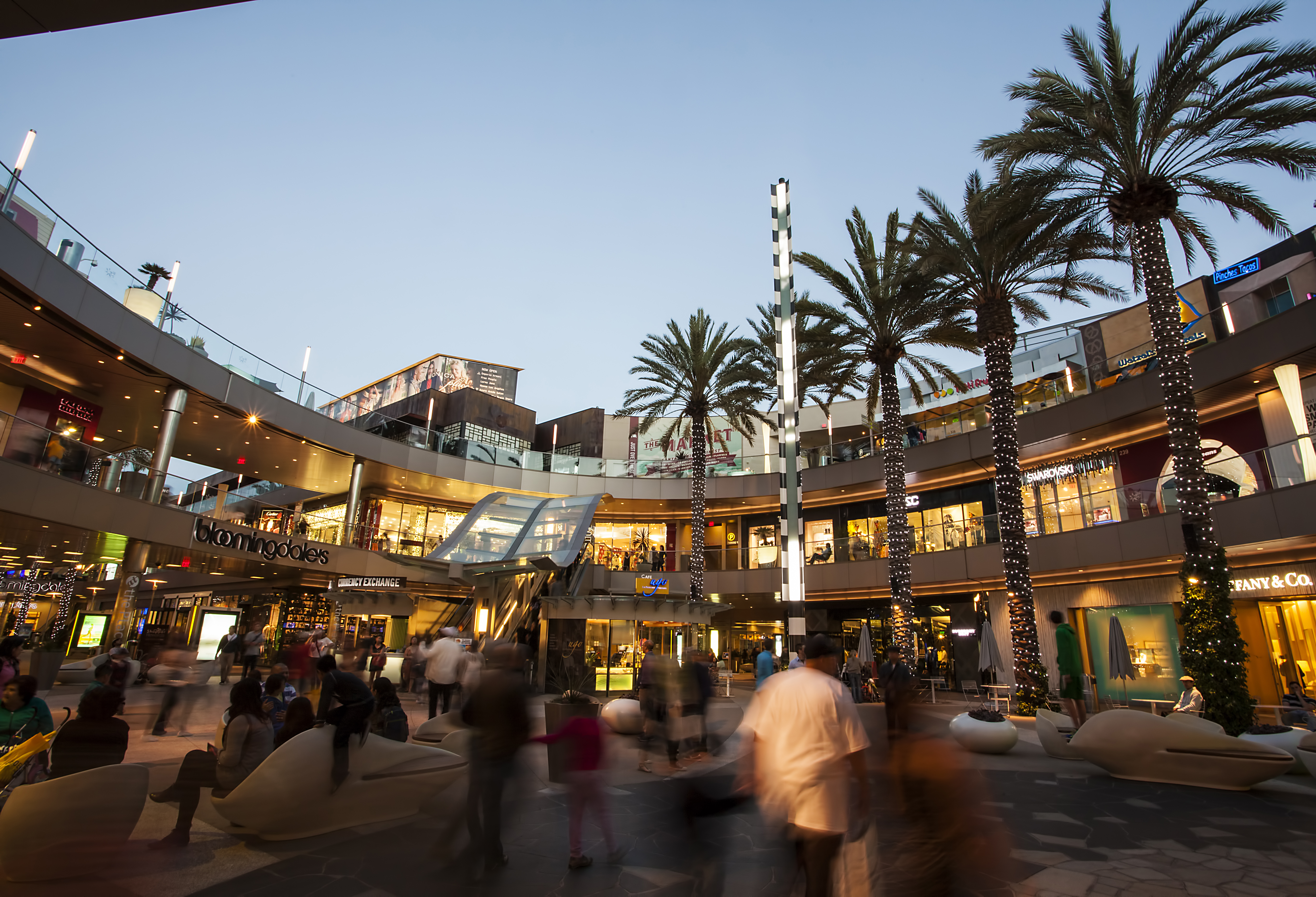
المبنى التجاري Santa Monica Place صممه فرانك جيري عام 1984

وانتقل إلى باريس عام 1961 حيث عمل مع المهندس المعماري أندريه رموندت. في عام 1962، بدأ جيري بالعمل في لوس أنجلوس ثم في 1967 انشأ شركته Frank Gehry and Associates التي أصبحت Gehry Partners في عام 2001.
كانت أول مشاريع جيري تقع في جنوب كاليفورنيا، حيث قام بتصميم عدد من المباني التجارية المبتكرة مثل Santa Monica Place عام 1980 والمباني السكنية مثل the eccentric Norton House (1984) في فينيسيا، كاليفورنيا.

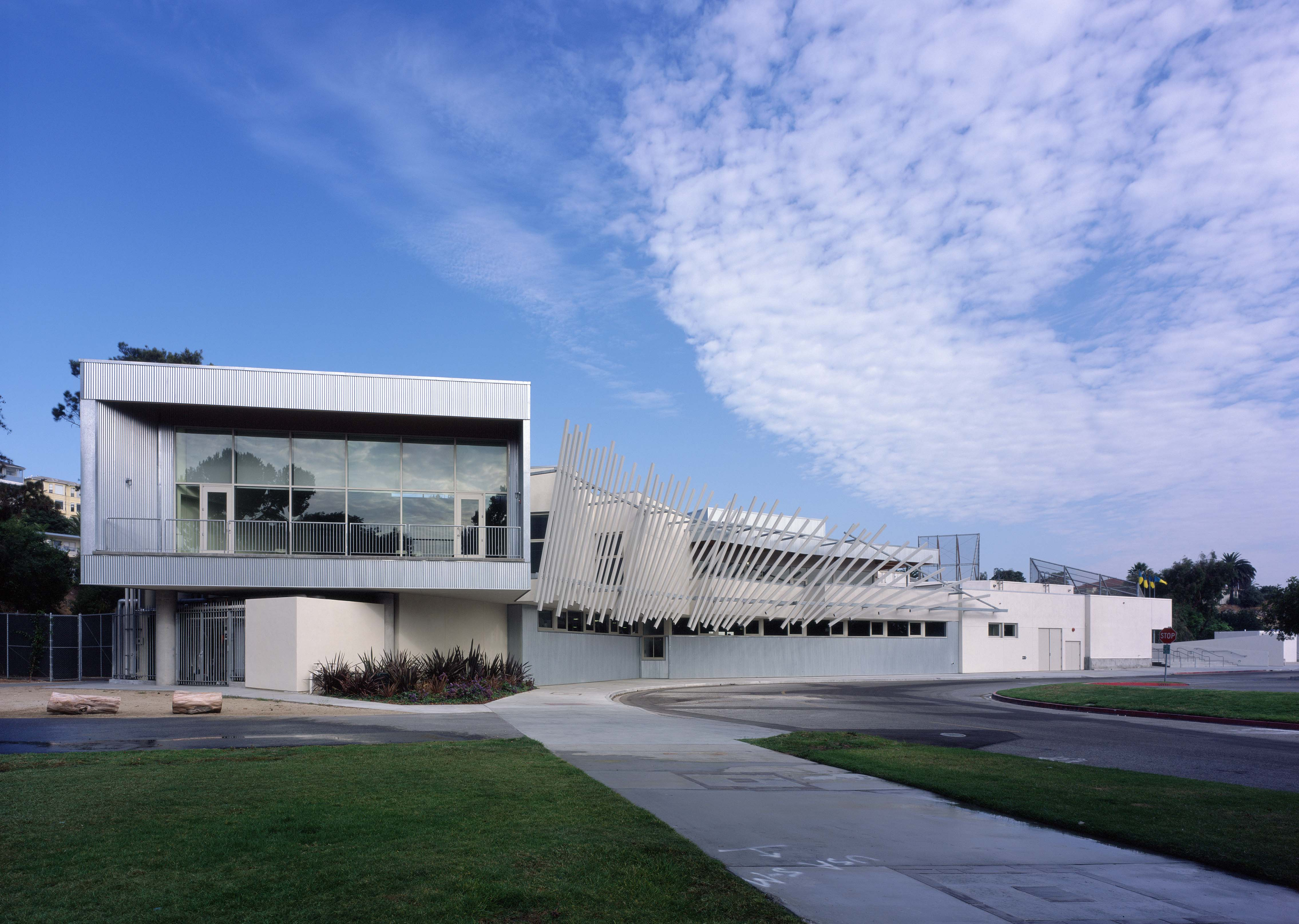
Cabrillo Marine Aquarium (حديقة أسماك كابريلو مارين)

ومن المباني الأخرى التي تم تصميمها من قبل جيري خلال الثمانينيات من القرن الماضي: Cabrillo Marine Aquarium  في San Pedro ومتحف الفضاء عام (1984) في متحف كاليفورنيا للعلوم والصناعة في لوس انجلوس.
من بين هذه الأعمال في بدايات جيري، قد يكون تصميم جيري الأبرز هو عمله في تجديد مسكنه الخاص في سانتا مونيكا، كاليفورنيا.

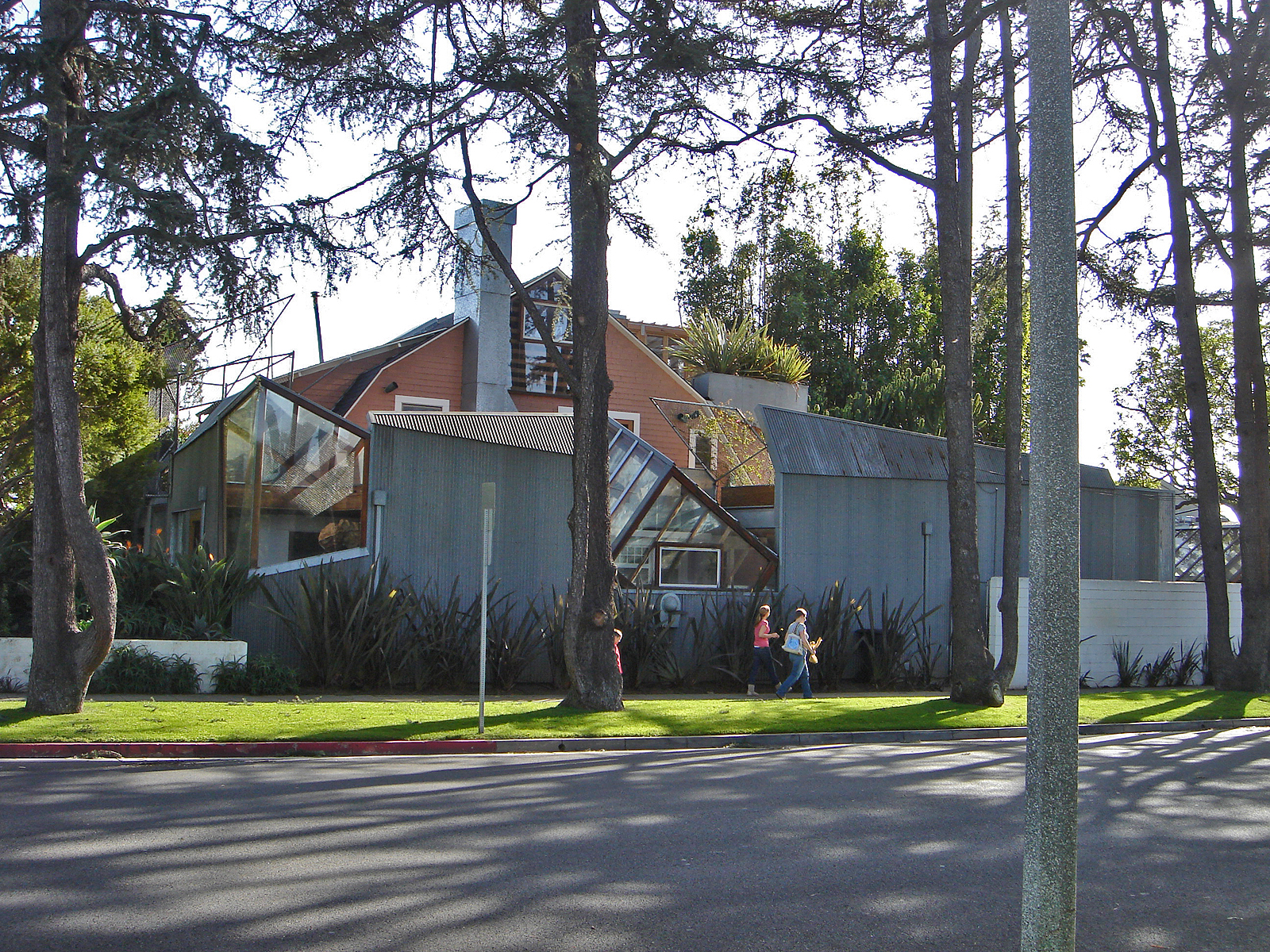
منزل فرانك جيري الخاص

تم بناء المنزل في الأصل عام 1920 واشتراه جيري في عام 1977، ويتميز بواجهة معدنية ملفوفة حول المبنى الأصلي.

## القفزة بعد مشروع بلباو
في عام 1997، قفز جيري إلى مستوى جديد من الشهرة العالمية عندما افتتح متحف غوغنهايم بلباو في بلباو، اسبانيا. المتحف الذي أشادت به مجلة نيويوركر وقالت «تحفة من القرن العشرين»، "masterpiece of the twentieth century"وقال عنه المعماري فيليب جونسون انه «أعظم مبنى في عصرنا»، كان للمبنى تأثير اقتصادي قوي على المدينة.

## الأسلوب المعماري
تصميماته تتسم بالبساطة والخطوط غير المتوازنة في نفس الوقت، كما تميزت انشاءاته باستخدام العوارض والدعامات المعدنية إلى جانب اعتماده على الخامات الجديدة، ونجحت طريقته هذه في كسر حالة الإحساس بضيق المكان كما بدا واضحا في تصميمه لمبنى كلية «ليولا للحقوق» وقاعة حفلات ديزنى بمدينة لوس انجلوس وكذلك لحلبة التزلج على الجليد بنفس المدينة.

## أهم أعمال فرانك جيري
- متحف غوغنهايم بلباو في إسبانيا
- مركزستاتا للحاسب الآلي والذكاء الصناعي في معهد ماساتشوستس
- قاعة احتفالات والت ديزني في لوس أنجلوس
- مركز فونتز للدراسات الجزئية في جامعة سينسيناتي في الولايات المتحدة
- مركز العالم الجديد في ميامي
- متحف ايزمان للفن في جامعة مينيسوتا في الولايات المتحدة
- المنزل الراقص في براغ
- متحف فيترا للتصميم في ألمانيا
- متحف إي إم بي للموسيقى في سياتل
- معرض الفن في أونتاريو في كندا
- برج بيك مان في نيويورك
- منزل فرانك جيري وهو منزله الخاص في كاليفورنيا

## صور

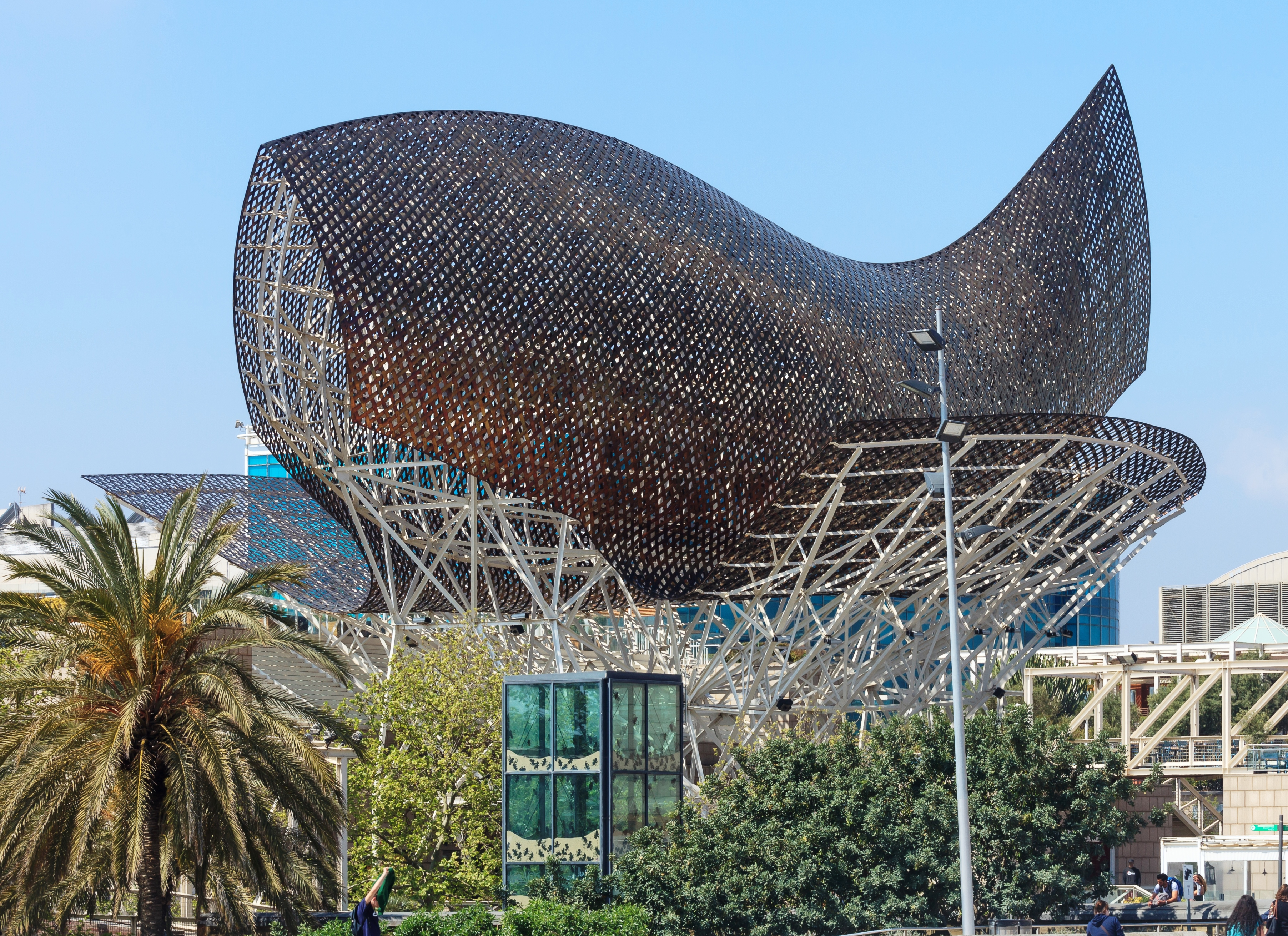
مشروع في برشلونة (1992)
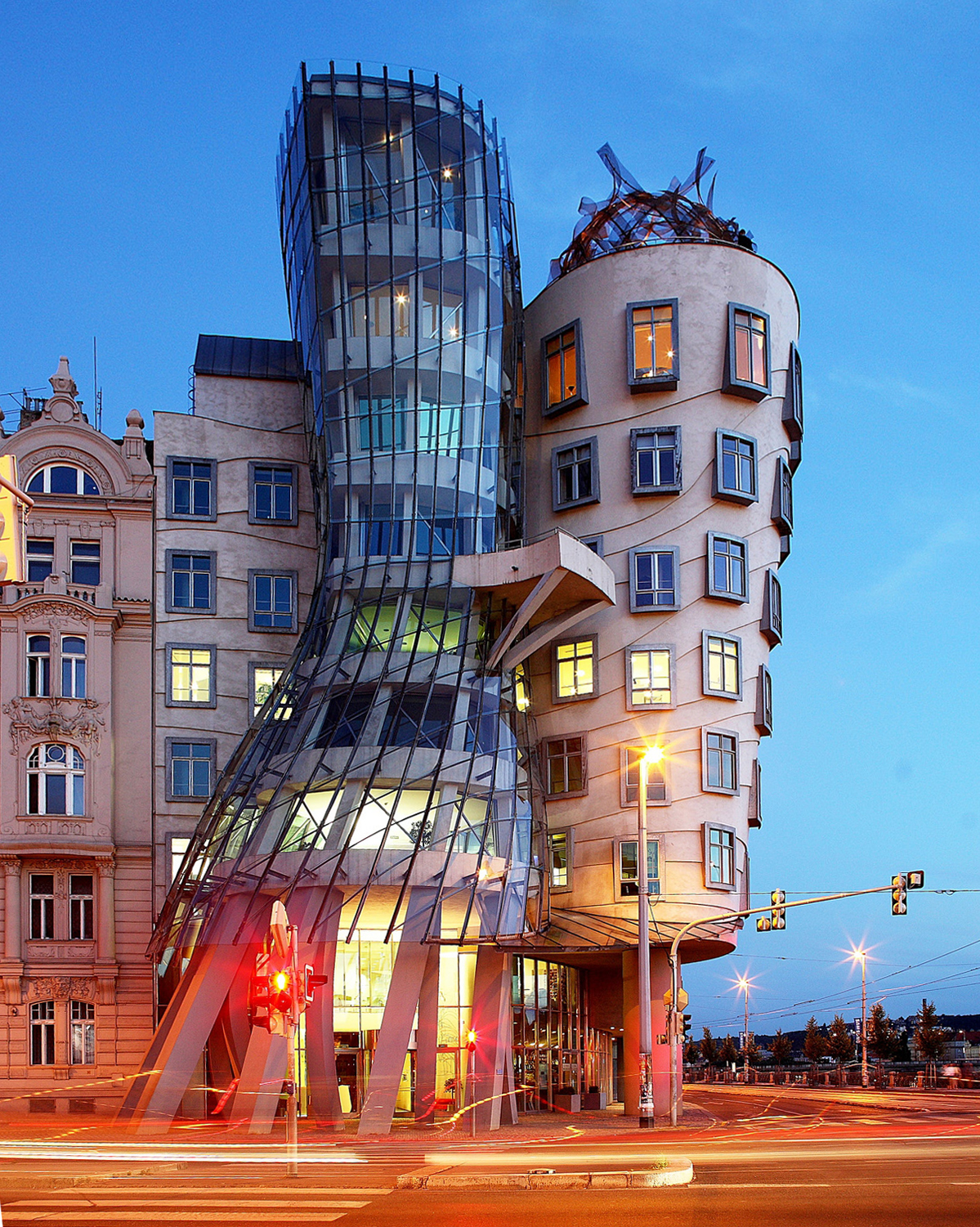
البيت الراقص في براغ (1996)
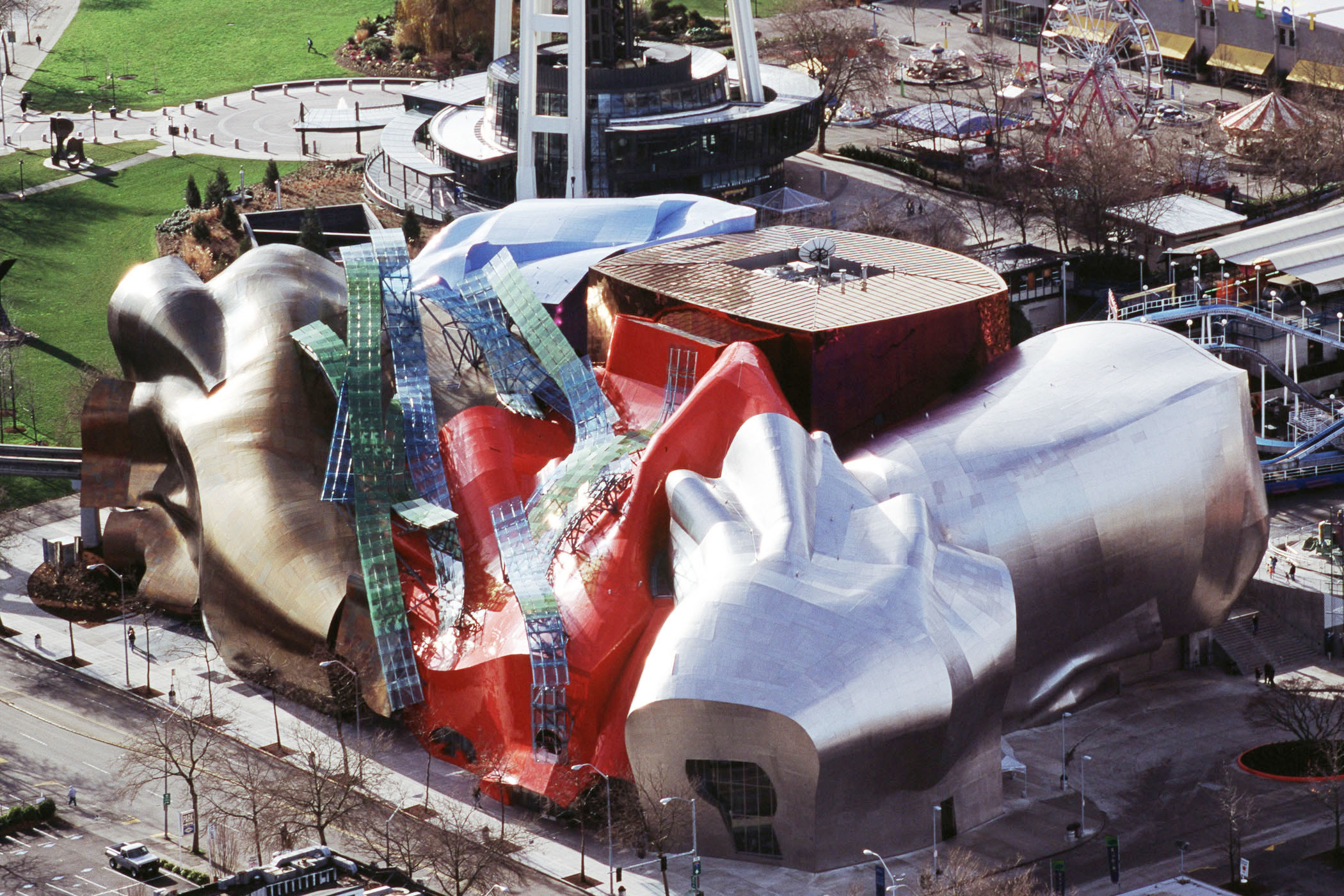
متحف ثقافة البوب في سياتل (2000)
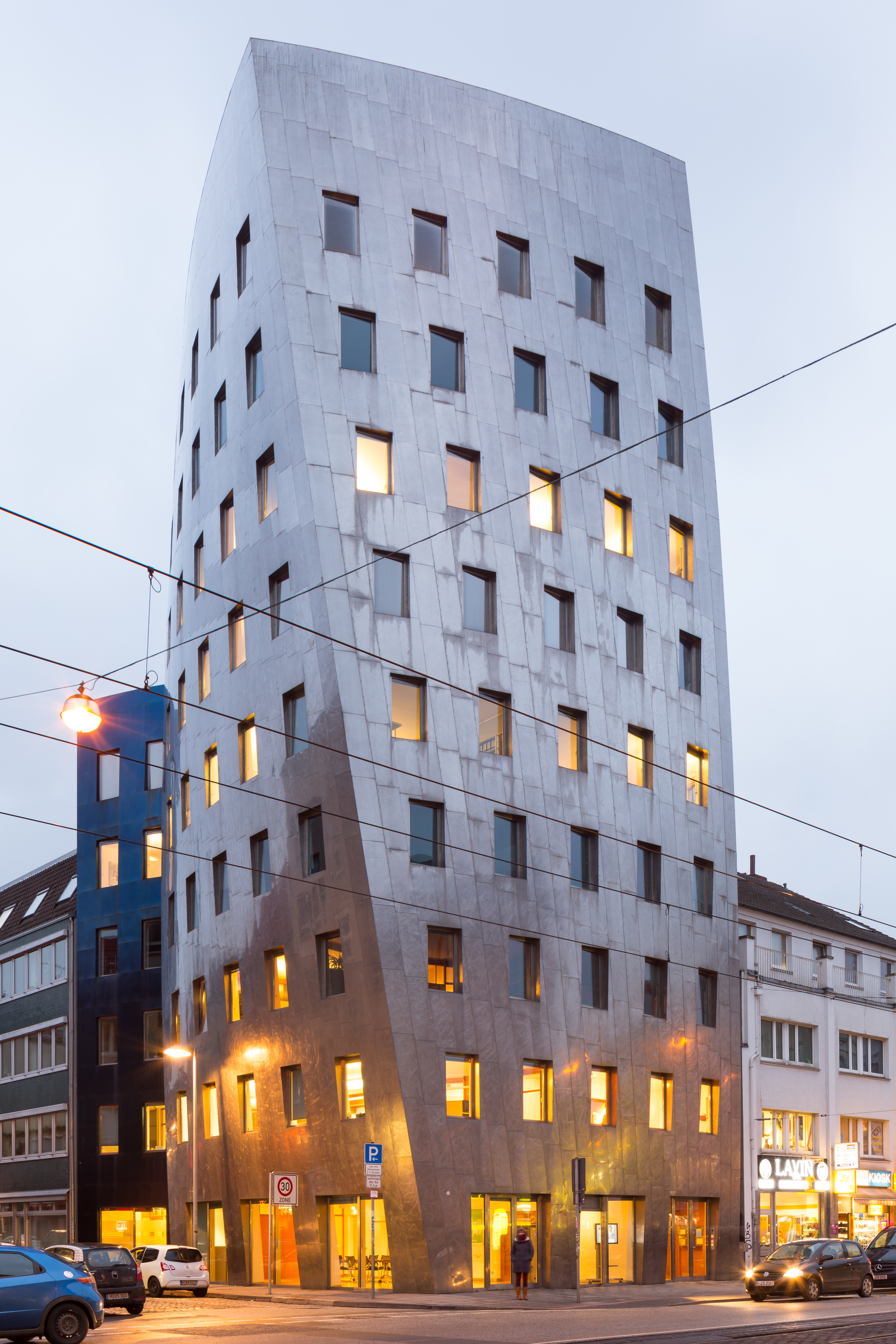
برج جيري  [لغات أخرى]‏ في هانوفر، المانيا (2001)
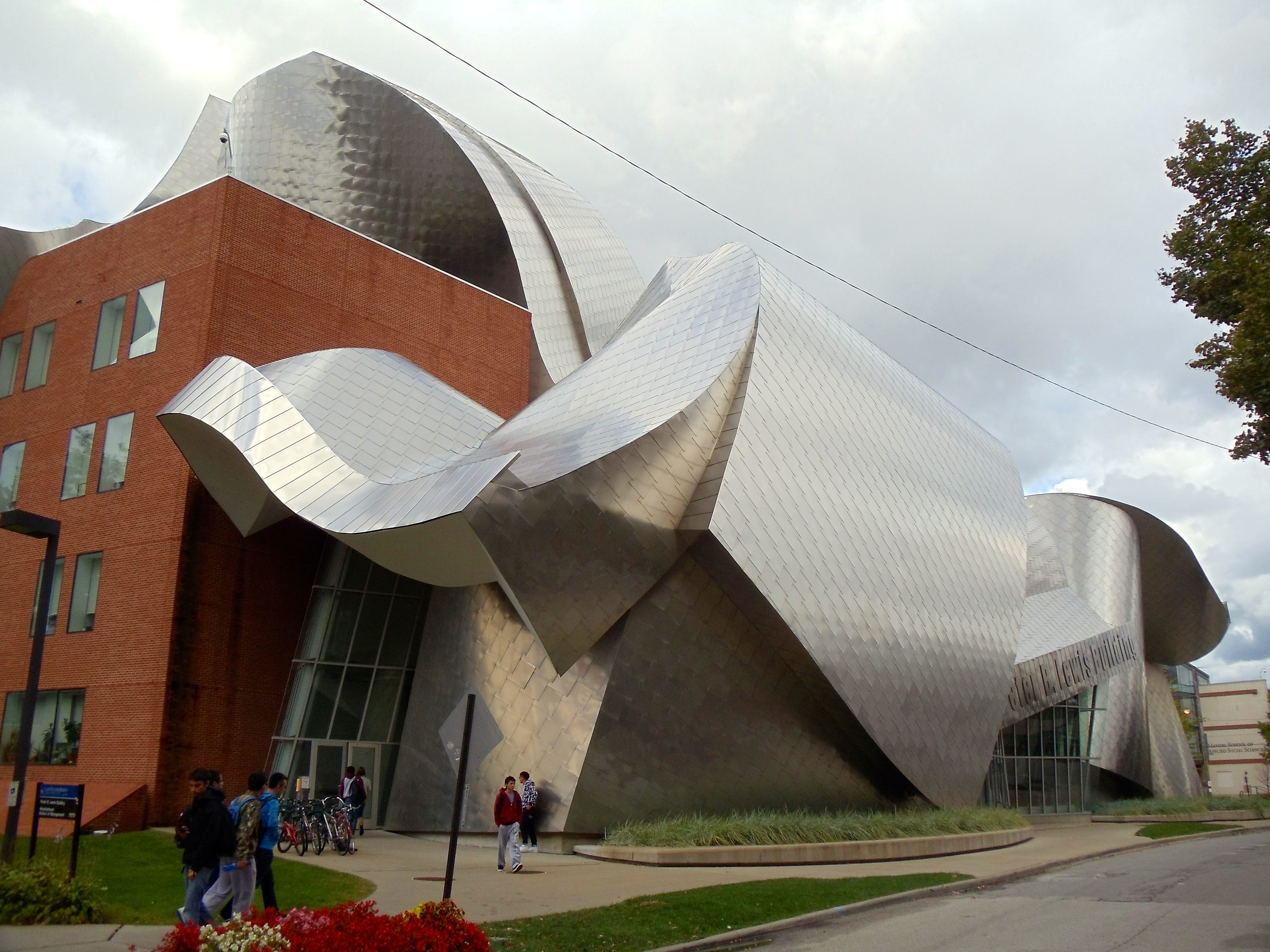
Weatherhead School of Management، جامعة كيس وسترن ريسرف، كليفلاند (أوهايو) (2002)
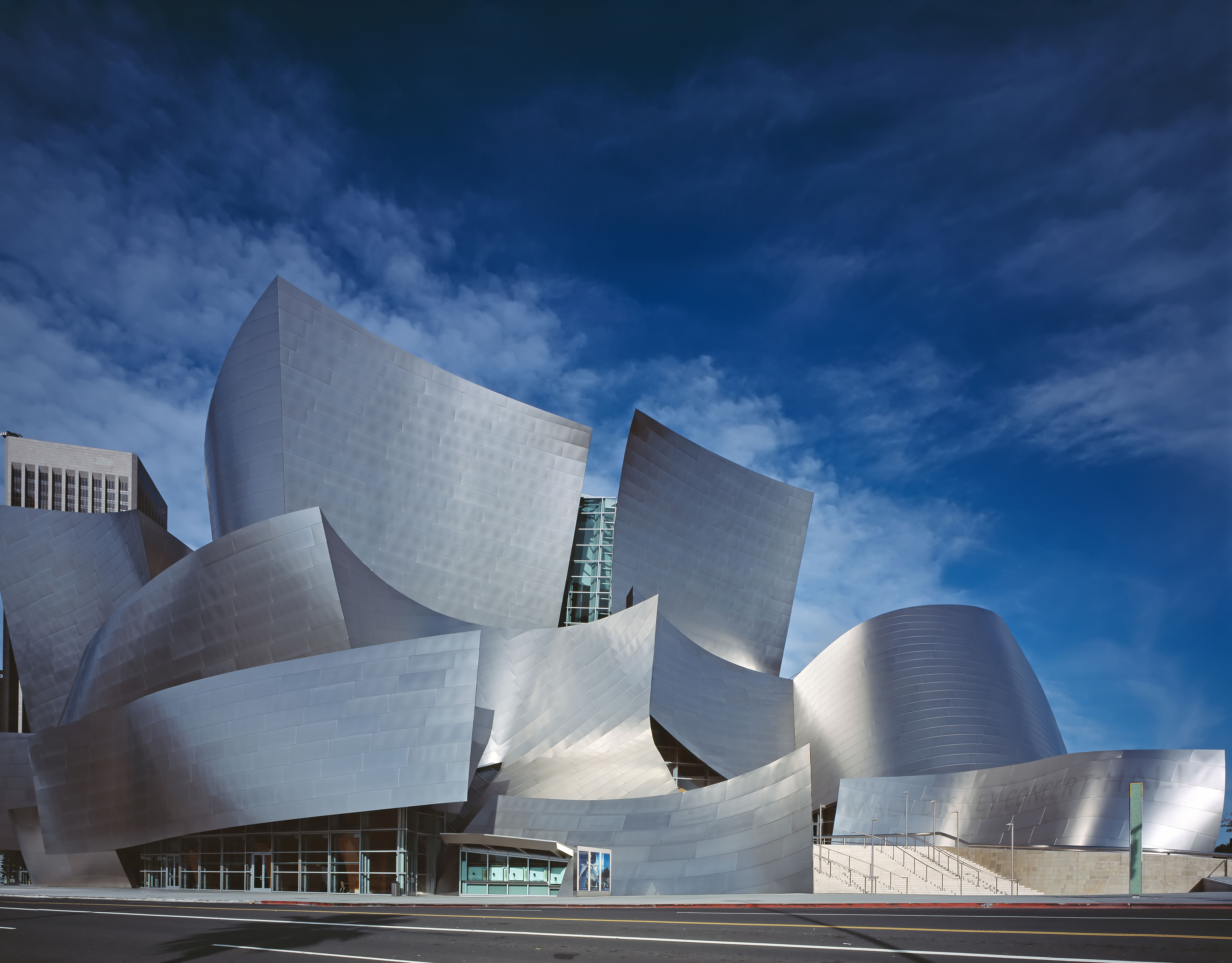
قاعة حفلات والت ديزني في لوس أنجلوس (2003)
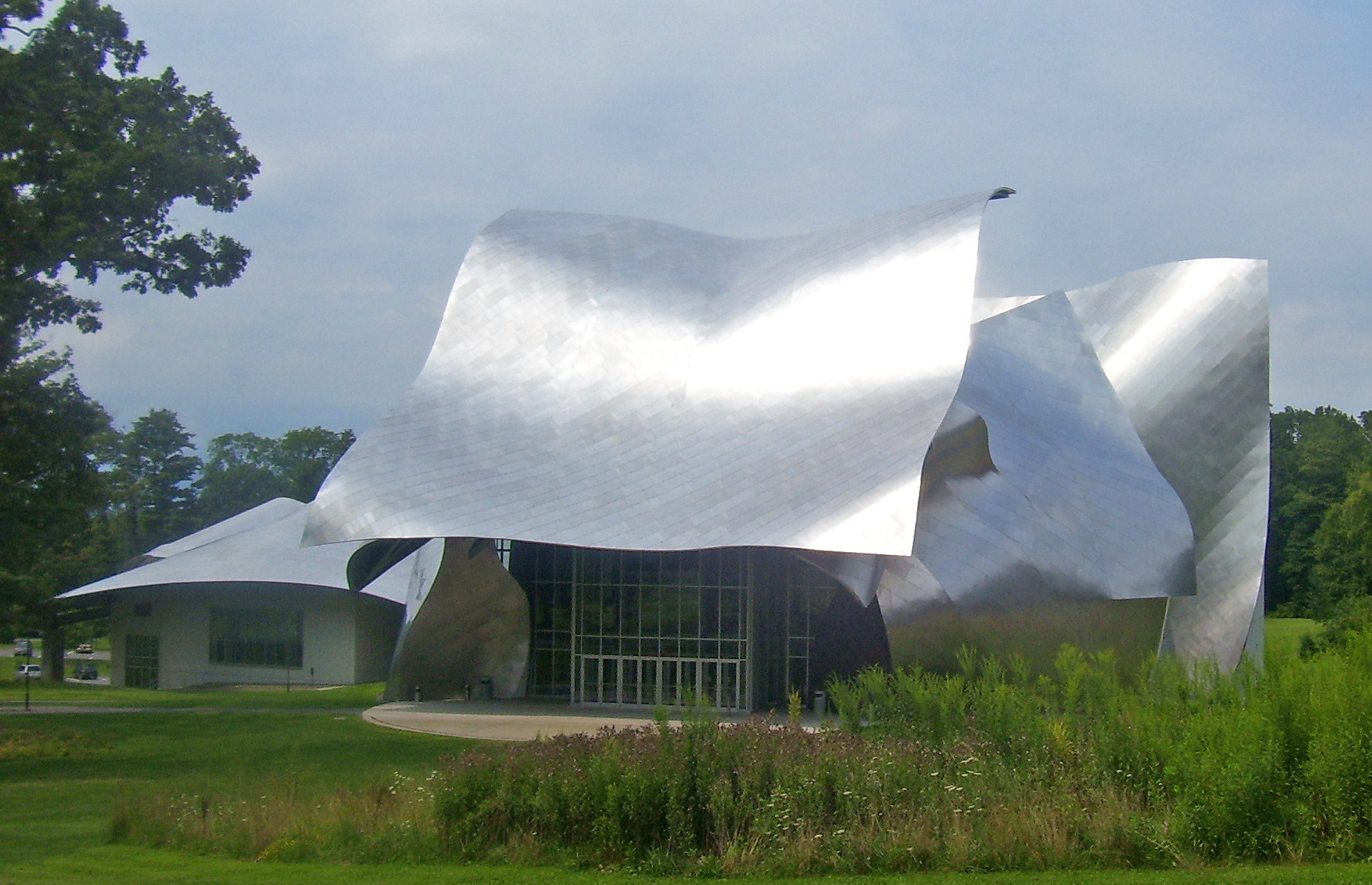
Richard B. Fisher Center for the Performing Arts، كلية بارد، Annandale-on-Hudson, New York (2003)
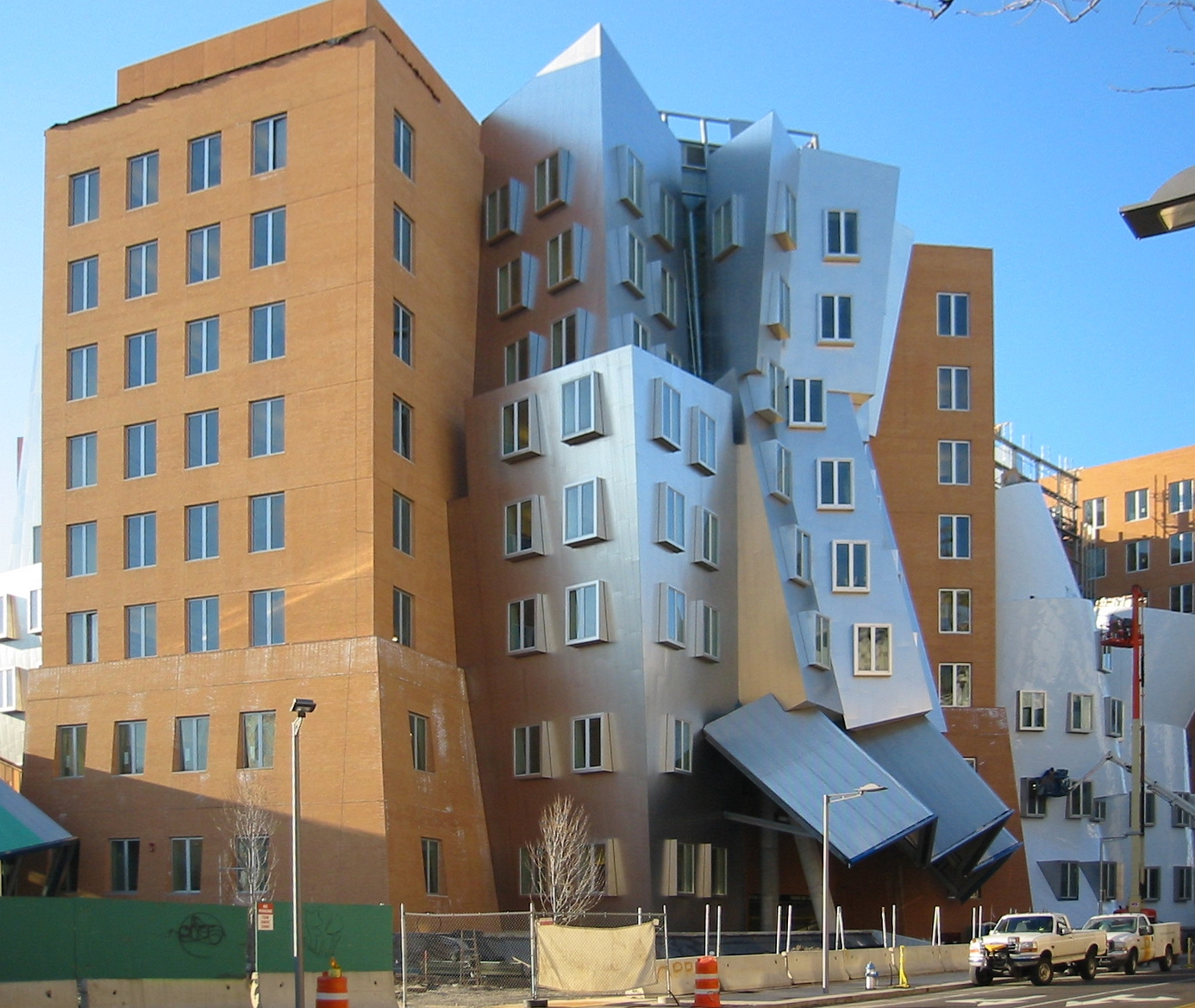
مركز ستاتا  [لغات أخرى]‏، معهد ماساتشوستس للتكنولوجيا، كامبريدج (ماساتشوستس) (2004)
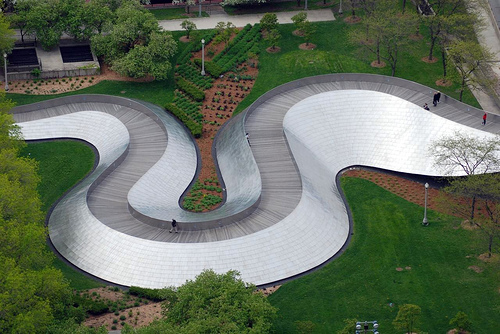
جسر بي بي  [لغات أخرى]‏، الحديقة الألفية، شيكاغو (2004)
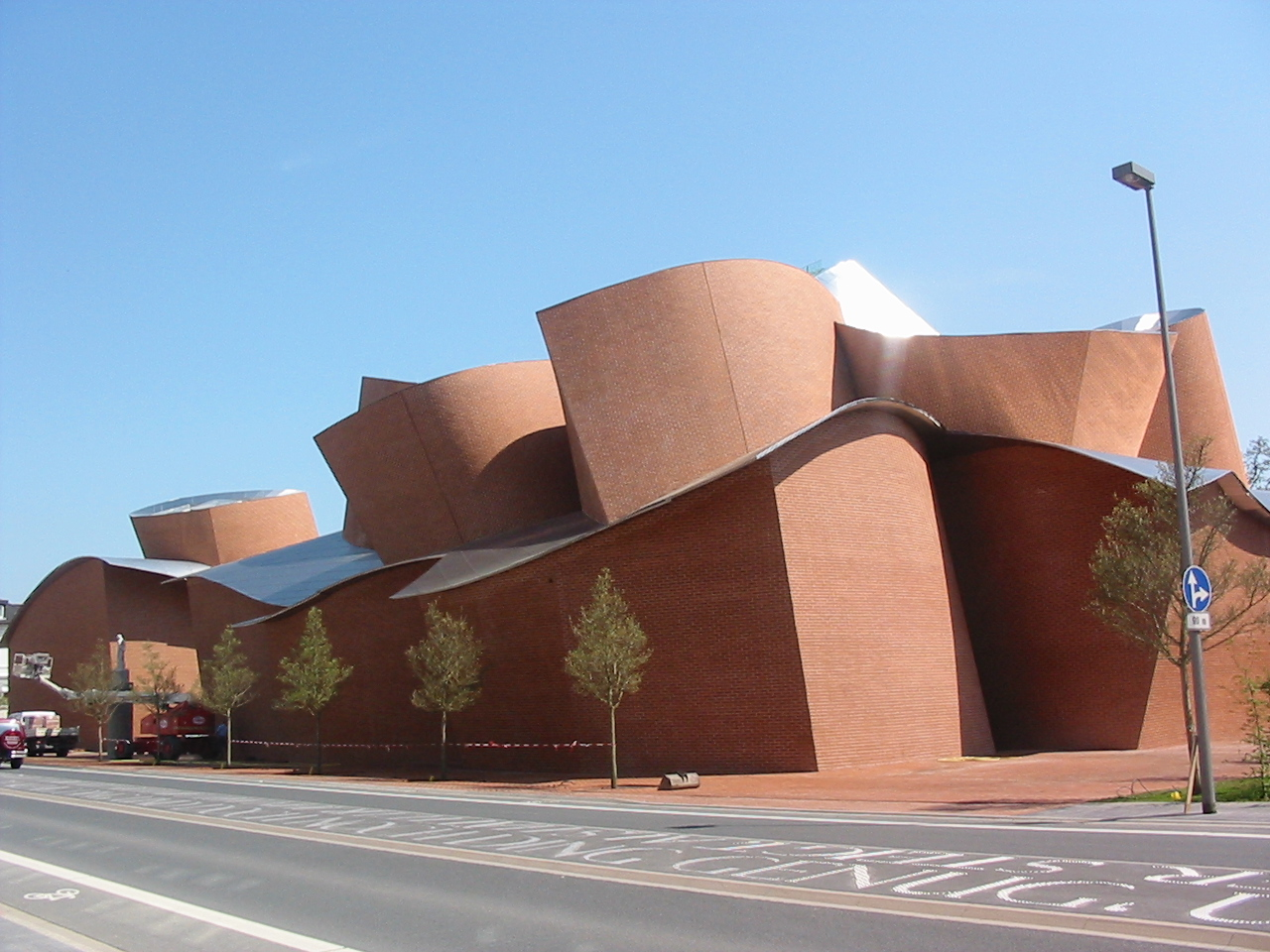
MARTa Herford، هرفورد (ألمانيا) (2005)
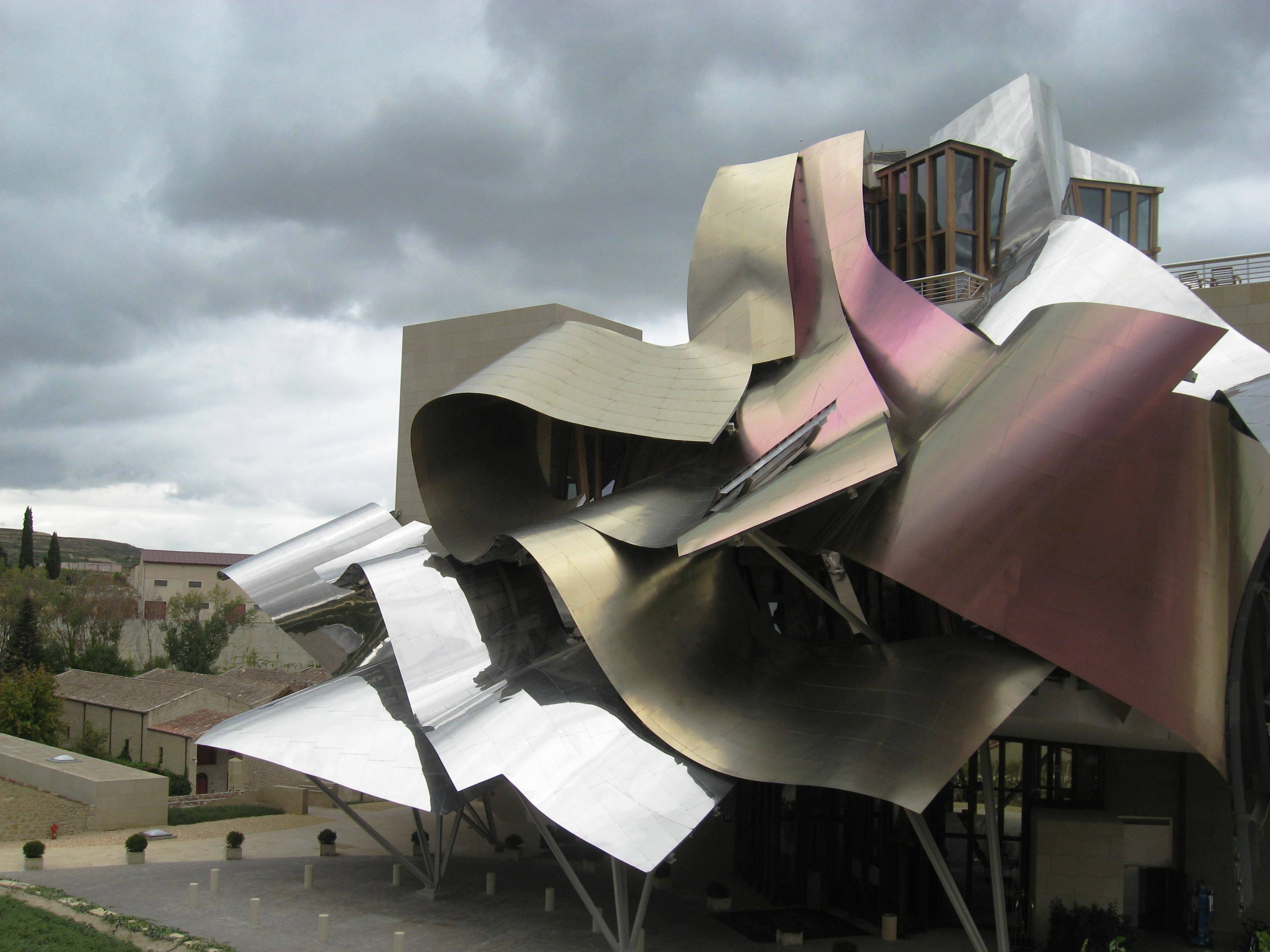
فندق ماركيز دي ريسكال in إلثييغو, Spain (2006)
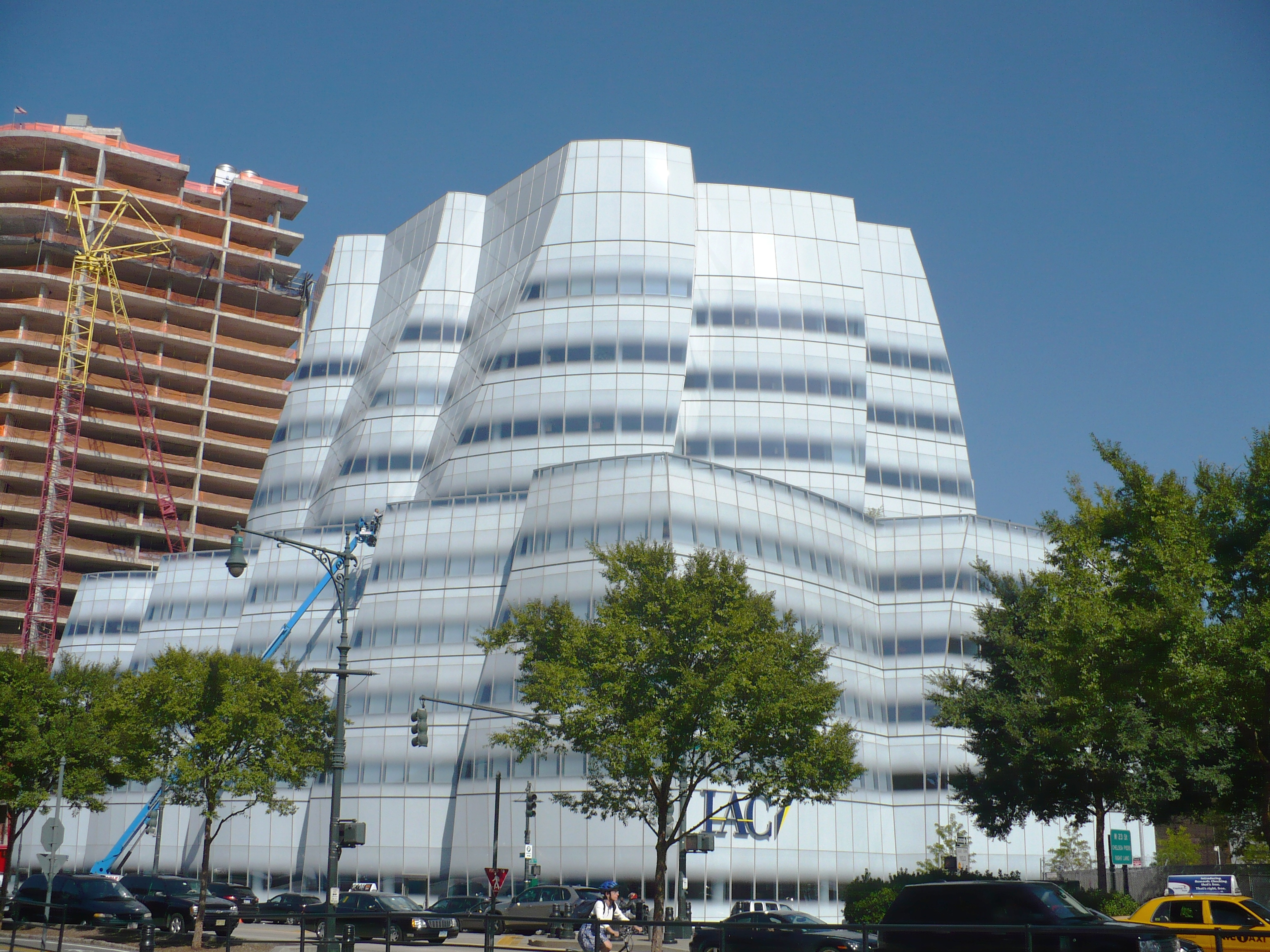
The headquarters of آي إيه سي (شركة) in مانهاتن، نيويورك (2007)
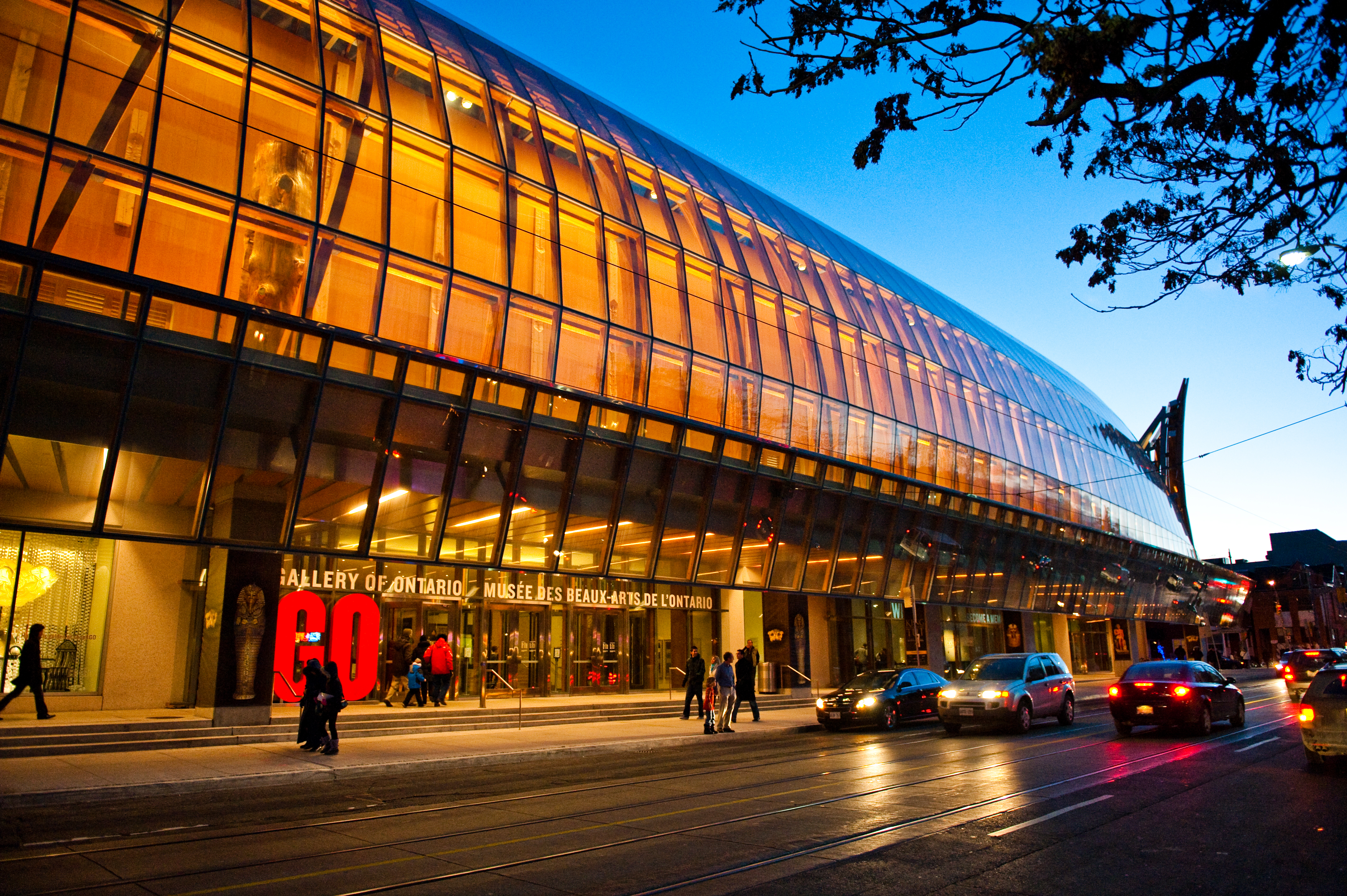
معرض الفن في أونتاريو in تورونتو, Canada (2008)
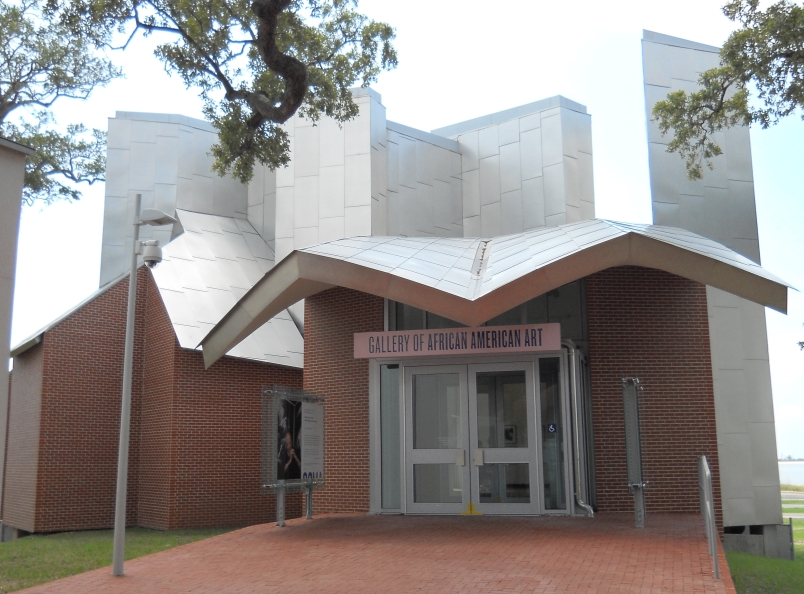
Gallery of African American Art, Ohr-O'Keefe Museum Of Art campus in بيلوكسي (2010)
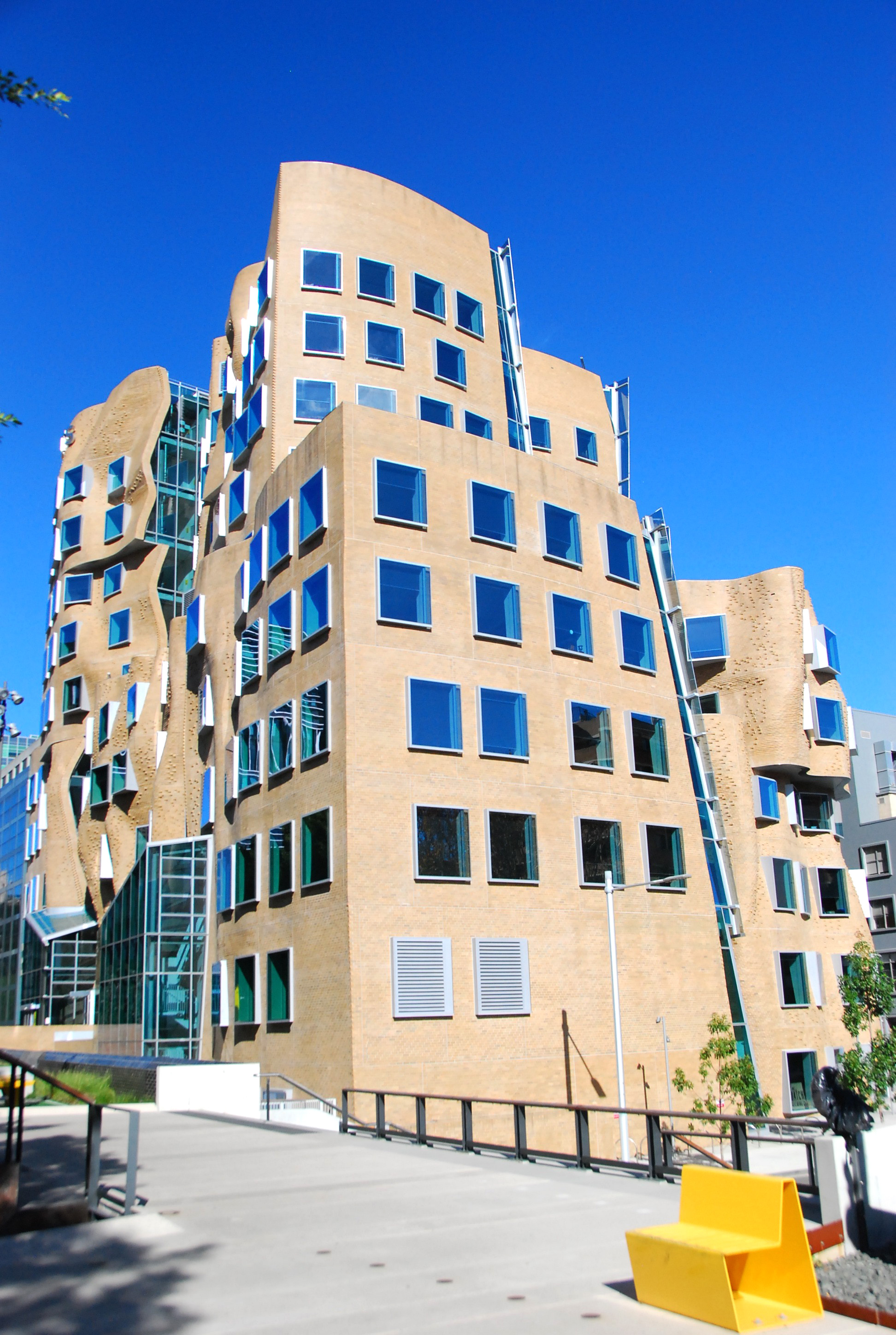
Dr Chau Chak Wing Building in سيدني (2014)
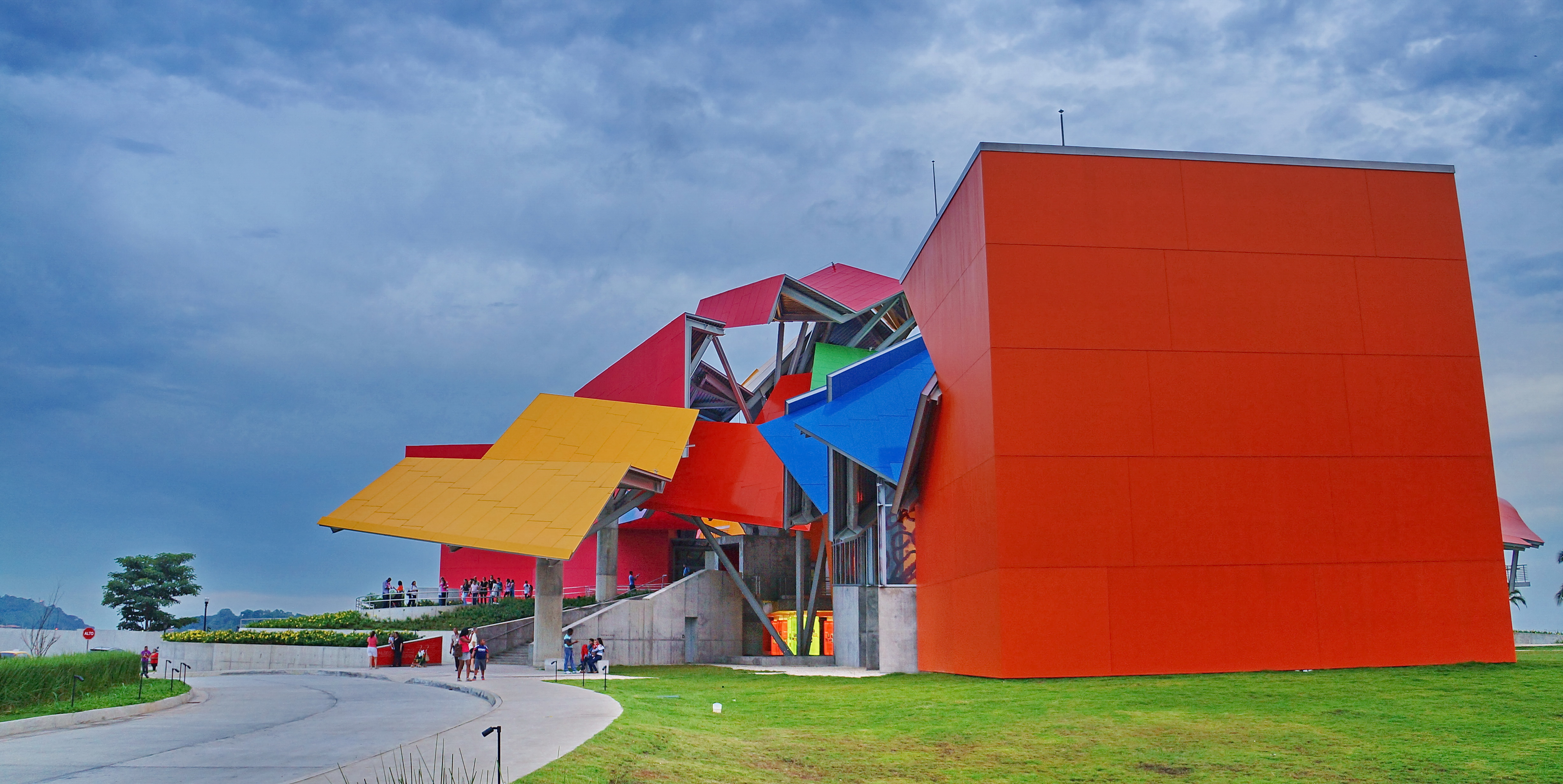
Biomuseo in بنما (مدينة) (2014)
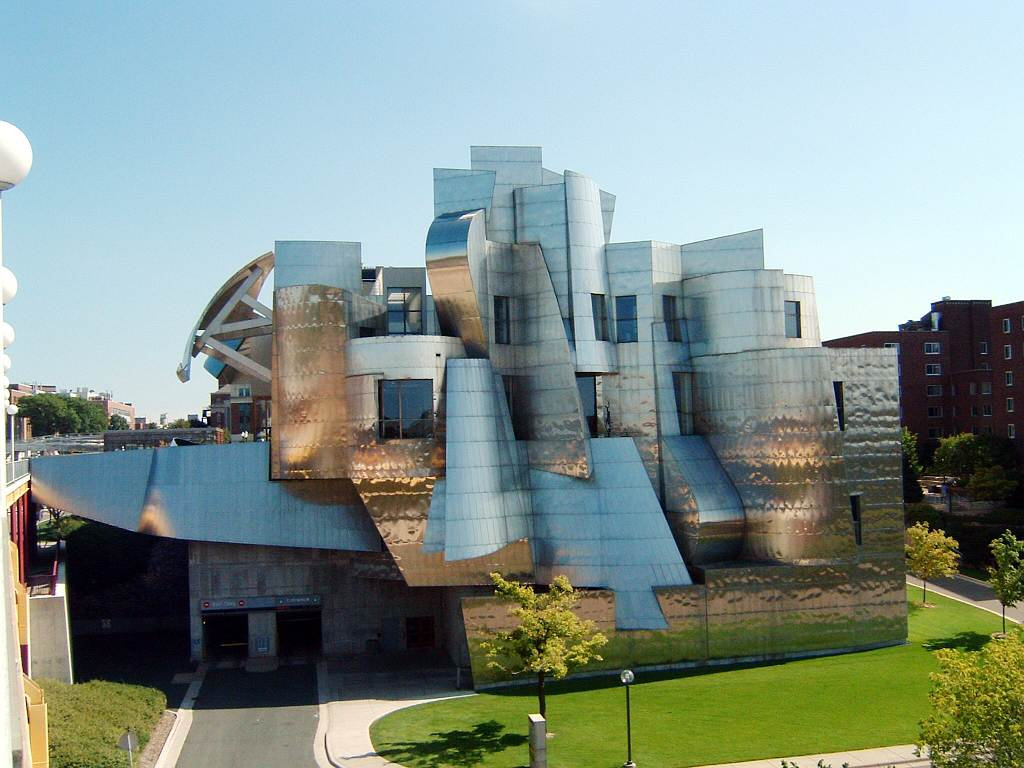
متحف وايزمان للفنون
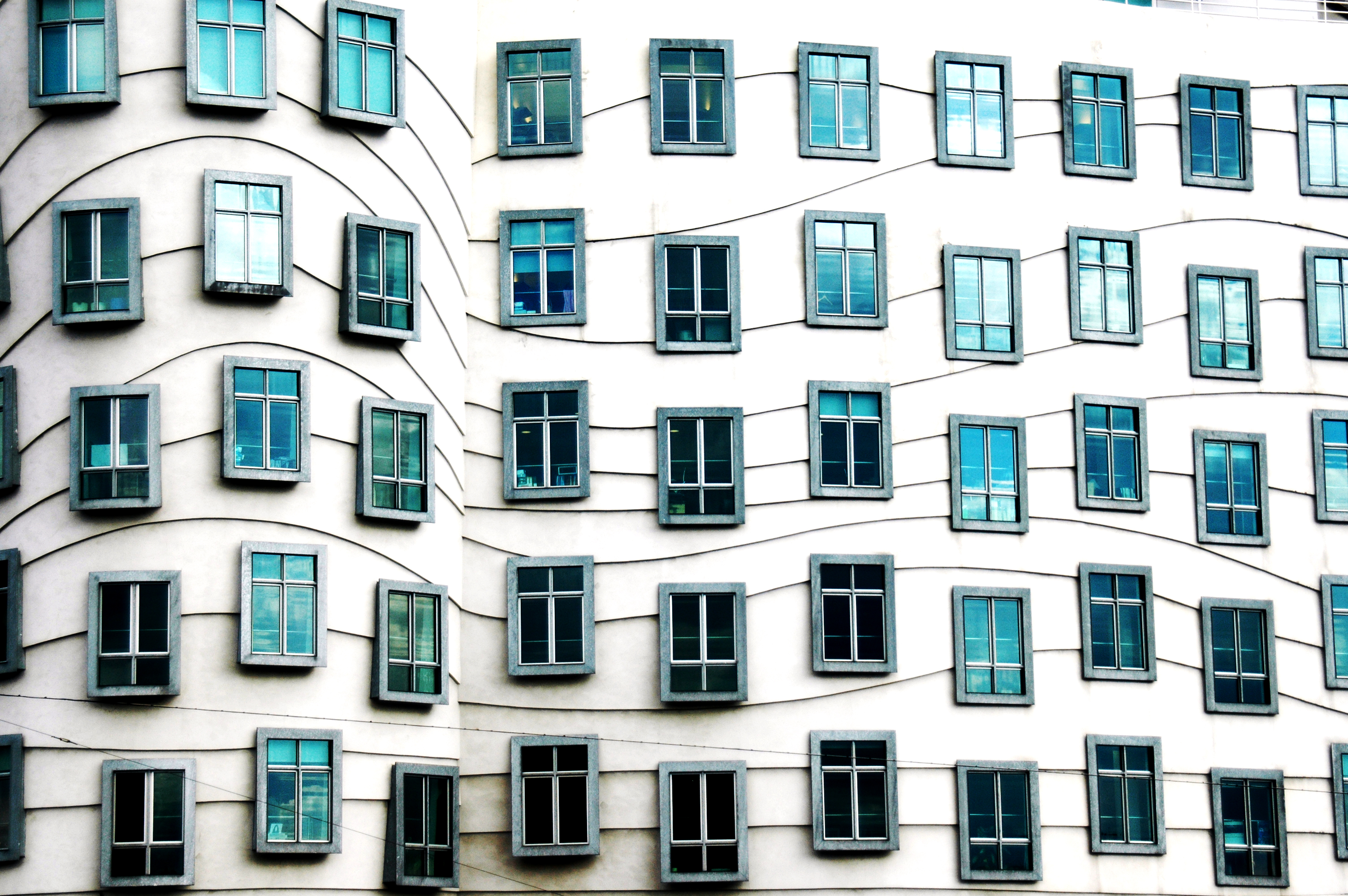
لقطة مقربة -البيت الراقص
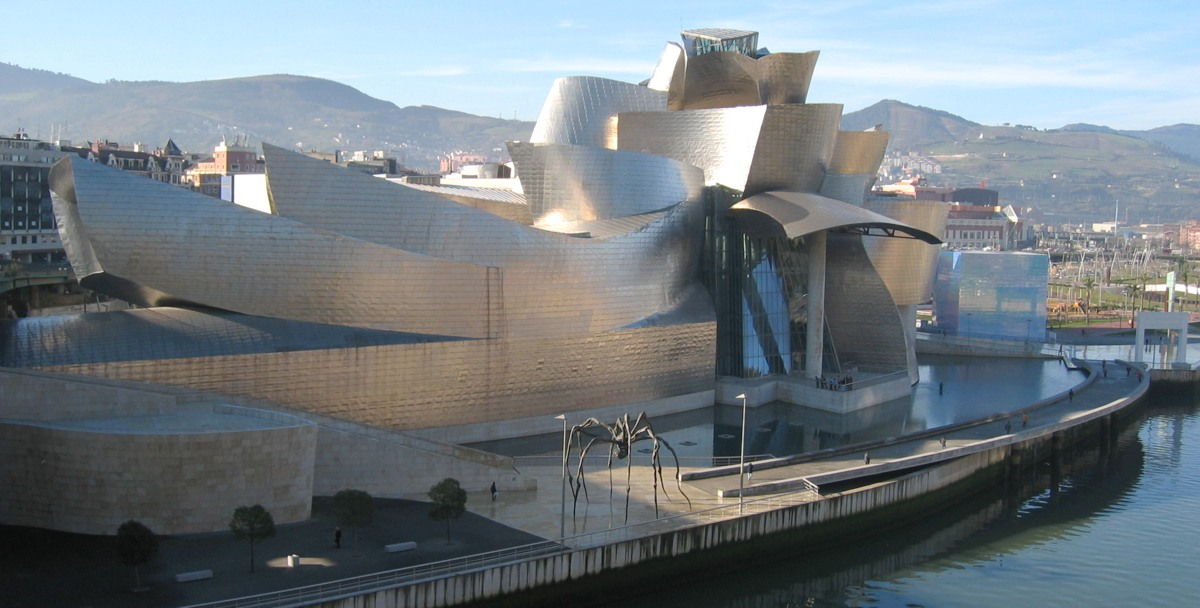
متحف جوجنهايم
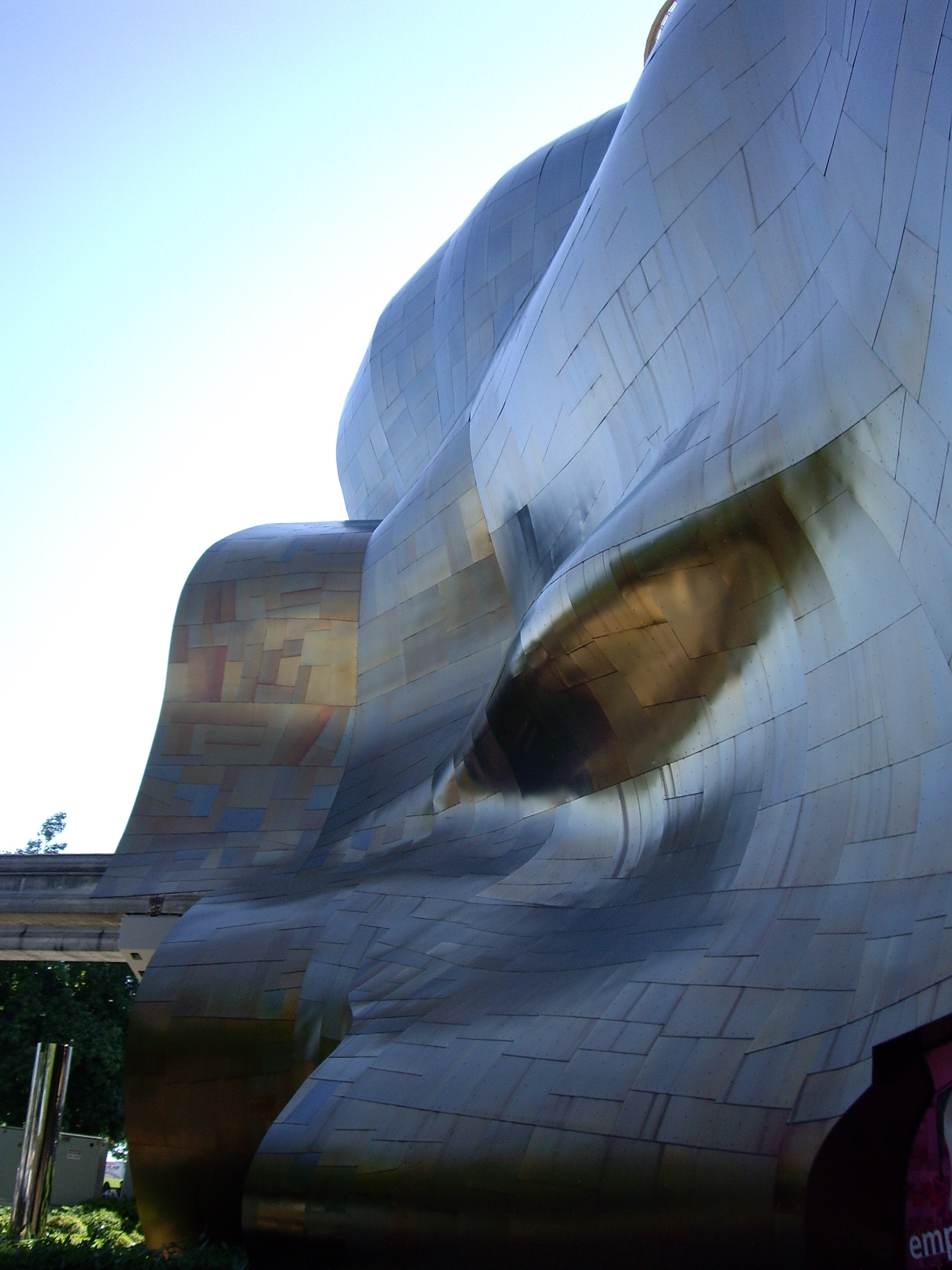
مشروع التجربة الموسيقية
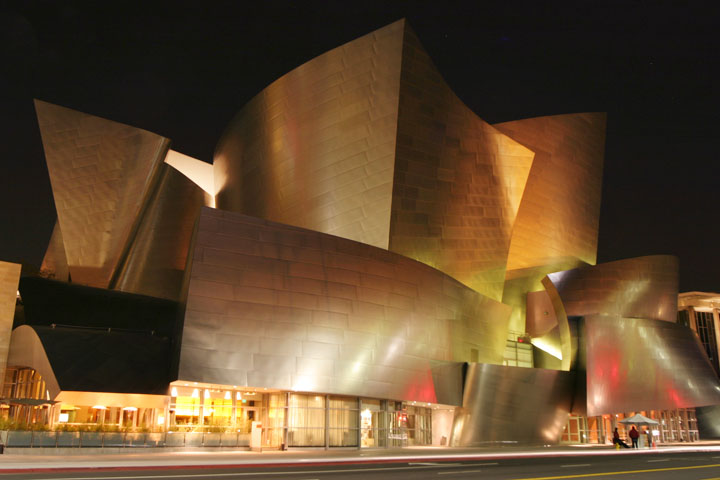
قاعة حفلات والت ديزني
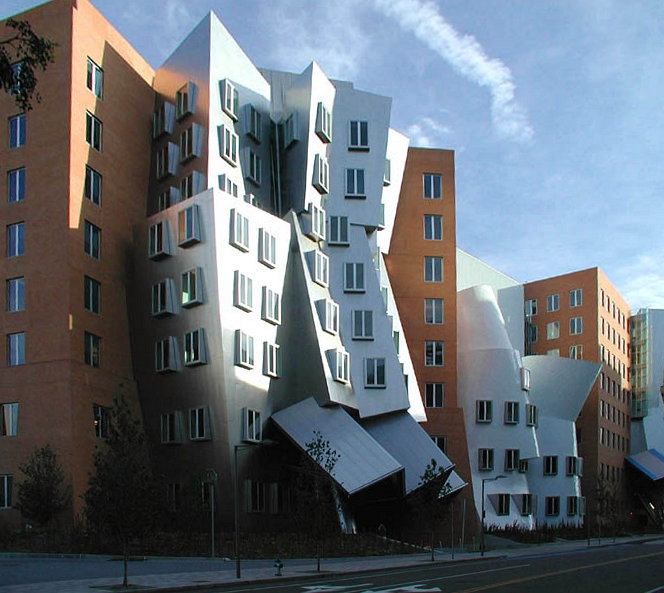
مركز ستاتا
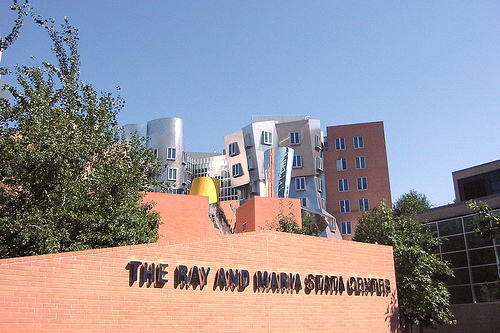
مركز ستاتا
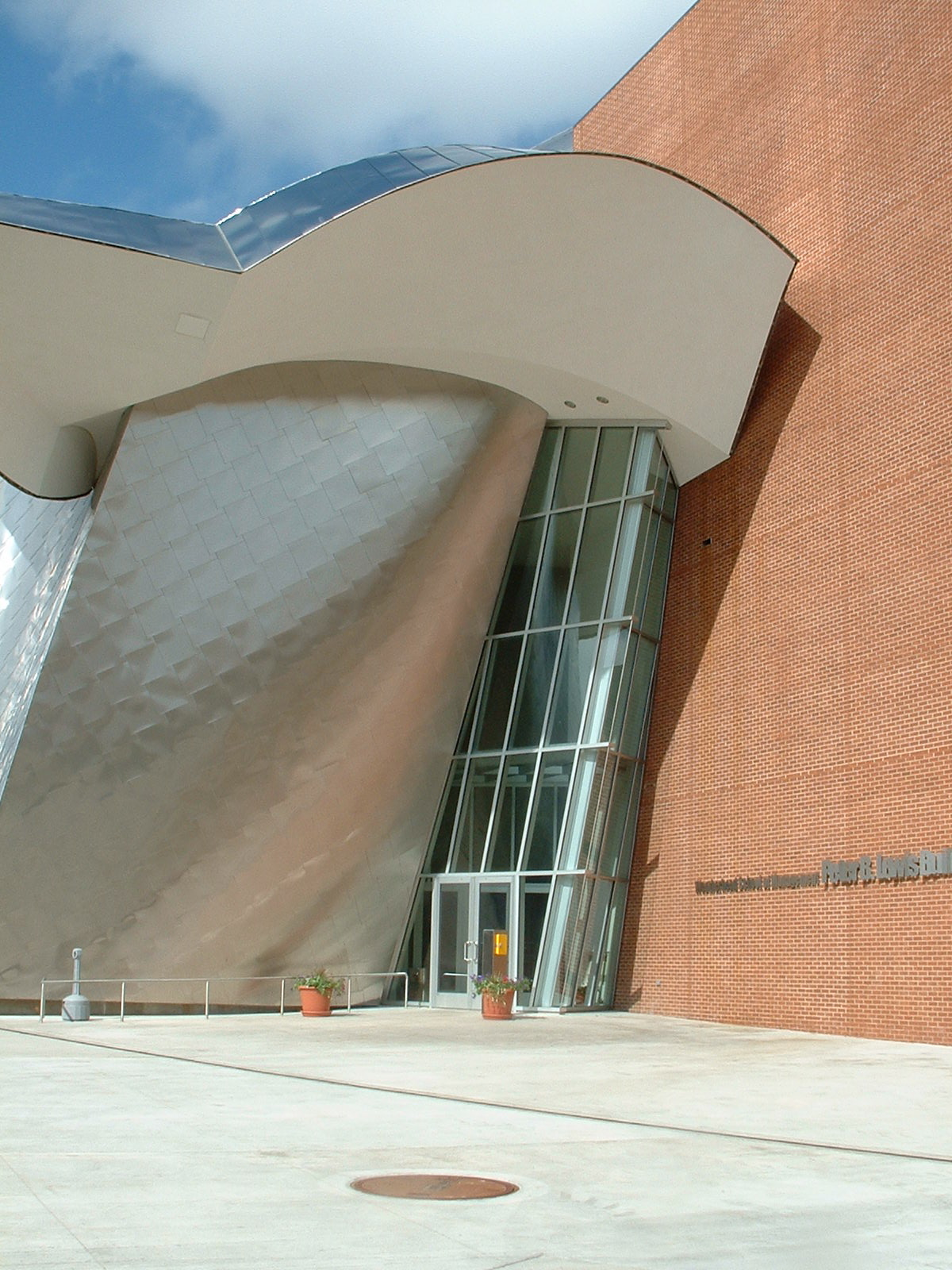
Peter B. Lewis Building, home of the مدرسة ويزرهيد للإدارة
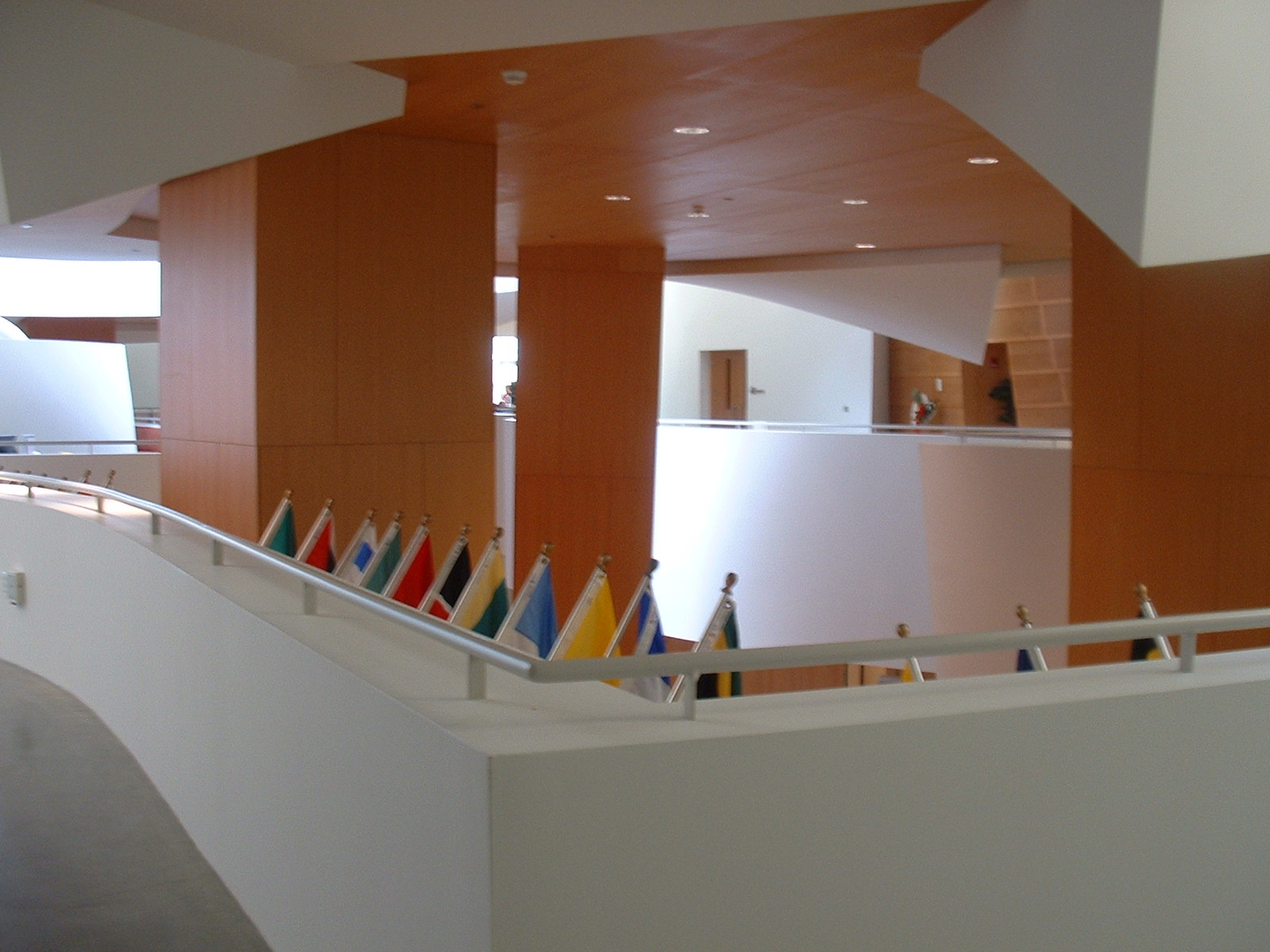
لقطة داخلية لمبنى بيتر لويس

## روابط خارجية
- فرانك جيري على موقع IMDb (الإنجليزية)
- فرانك جيري على موقع الموسوعة البريطانية (الإنجليزية)
- فرانك جيري على موقع مونزينجر (الألمانية)
- فرانك جيري على موقع ميوزك برينز (الإنجليزية)
- فرانك جيري على موقع إن إن دي بي (الإنجليزية)
- فرانك جيري على موقع قاعدة بيانات الفيلم (الإنجليزية)